# Kazuyori Mochizuki
Kazuyori Mochizuki (født 20. november 1961) er en tidligere japansk fodboldspiller og træner.
Han har spillet for flere forskellige klubber i sin karriere, herunder Sanfrecce Hiroshima.
Han har tidligere trænet Sanfrecce Hiroshima.